# María Lourdes Afiuni
María Lourdes Afiuni Mora est une vénézuélienne de 46 ans en avril 2010, responsable de la 31e cour de Caracas après avoir été juge pendant huit ans. Le 10 décembre 2009, elle a été accusée de corruption et arrêtée après avoir ordonné la relaxe sous caution de l'homme d'affaires Eligio Cedeño, elle est toujours en attente de son jugement. Des groupes de défense des droits de l'homme accusent le président Hugo Chávez de créer un climat de peur qui menace l'indépendance de la justice.

## Arrestation
Elle fut arrêtée par des officiers du renseignement, le SEBIN, après le procès pour acquisition frauduleuse de devises étrangères, contrebande aggravée et détournement des ressources financières d'une banque,,. D'après l'ONU, elle a été inculpée de corruption, complicité d'évasion, association de malfaiteur et abus de pouvoir; puis privée d'avocat. Un membre du congrès pro-Chavez a déclaré qu'elle a été corrompue, ce qu'elle a nié.
Afiuni dit qu'elle suivait les recommandations des Nations unies quand elle a relâché Cedeño, détenu plus longtemps que permis par la loi vénézuelienne,  Il était emprisonné depuis trois ans dans l'attente d'un jugement, alors que la loi vénézuelienne prescrit un maximum de deux ans de détention provisoire. Le jugement préliminaire a été retardé plusieurs fois car les procureurs ne s'étaient pas présentés au tribunal.
L'avocat général Carlos Escarrá a indiqué que son arrestation faisait suite à une audience, enregistrée sur les caméras de surveillance du tribunal, où elle avait été chercher les huissiers et dicté une décision à huis clos sans avoir convoqué le ministère public, ce qui est interdit par l'article 86 du code de procédure pénale vénézuélien. L'homme d'affaires était ensuite reparti du tribunal par un ascenseur réservé aux juges

## Détention
María Lourdes Afiuni fut incarcérée le 17 décembre 2009 à l'institut national d'orientation féminine, une prison de femmes dans les environs de Caracas. Sa cellule est proche de personnes qu'elle a condamnées, et elle s'est plainte d'avoir reçu des menaces de mort. En réponse à des inquiétudes sur sa vie, les autorités vénézuéliennes ont annoncé, le 29 décembre, qu'elle était détenue à l'écart de la population carcérale,,.
En janvier 2010, le procureur inculpa Afiuni pour des irrégularités dans la relaxe de Eligio Cedeño. Son procès a été ajourné plusieurs fois.

## Réactions
Le président Hugo Chávez, parlant d'un « bandit », s'est félicité de son arrestation, et a dit qu'elle devrait être emprisonnée pour 30 ans. Il a aussi raconté qu'elle aurait été corrompue, et que Simón Bolívar l'aurait fusillée. Le barreau de Caracas soutient que la décision de la juge de libérer Cedeño était légale, bien que le gouvernement considère qu'il n'était pas convenable de libérer le prévenu sans procureur présent à l'audience.
Plusieurs ONG se sont inquiétées de l'arrestation du juge Afiuni. En décembre 2009, trois experts du Haut-Commissariat des Nations unies aux droits de l'homme ont appelé à sa relaxe immédiate et sans conditions,. En janvier 2010, la Commission interaméricaine des droits de l'homme a publié une mesure de protection en faveur de Maria Lourdes Afiuni. Les autres groupes qui s'élèvent contre l'arrestation incluent la Conférence épiscopale vénézuélienne, Human Rights Watch, le département d'État des États-Unis, et la Law Society of England and Wales. Un directeur de Human Rights Watch a dit : « une fois encore, le gouvernement Chavez a démontré son mépris fondamental de la séparation des pouvoirs. »
Le 8 juillet 2010, le parlement européen a déclaré qu'il « condamne les déclarations publiques du président de la République du Venezuela, insultant et dénigrant la juge, exigeant une sentence maximum et demandant une modification de la loi pour pouvoir imposer une peine plus sévère, considère que ces déclarations aggravent les circonstances de sa détention et constituent une attaque de l'indépendance de la justice par le président de la nation, qui devrait être son premier garant. »